# Kovačevac (Prijepolje)
Kovačevac (Servisch cyrillisch Ковачевац) is een plaats in de Servische gemeente Prijepolje. De plaats telt 1613 inwoners (2002).